# أمين عباس
أمين عباس (مواليد 1 ديسمبر 1986) هو لاعب كرة قدم تونسي.

## مسيرة اللاعب
لعب سابقاً في النادي الرياضي الصفاقسي ونادي النهضة السعودي والقوافل الرياضية بقفصة والاتحاد الرياضي ببنقردان والشبيبة الرياضية القيروانية والنجم الرياضي بالمتلوي.

## روابط خارجية
أمين عباس على موقع قاعدة بيانات كرة القدم.إي يو (الإنجليزية)
- أمين عباس على موقع Soccerway.com (الإنجليزية)

أمين عباس على موقع قاعدة بيانات كرة القدم.إي يو (الإنجليزية)
- أمين عباس على موقع Soccerway.com (الإنجليزية)